# Triggerman
Pour les articles homonymes, voir Trigger Man.

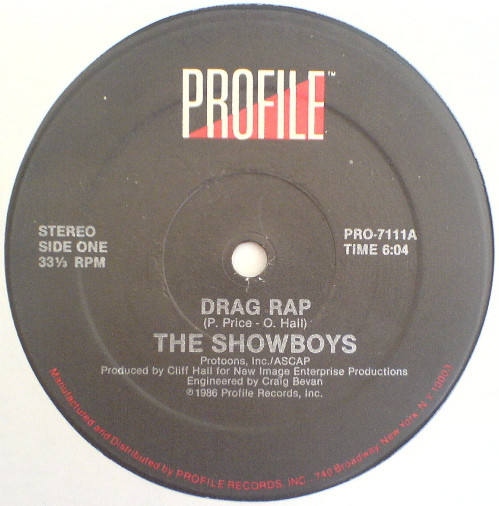
Face A du vinyle du single Drag Rap des Showboys, utilisé dans l'échantillon Triggerman.

Le Triggerman est un échantillon fréquemment utilisé dans le hip-hop du sud des États-Unis, issu du morceau Drag Rap du groupe de hip-hop The Showboys.

## Contexte
En 1986, le groupe de hip-hop The Showboys, originaire de Hollis, dans le Queens, et composé d'amis d'enfance de Run–DMC, sort la chanson Drag Rap. Le morceau relate, sous la forme d'un narratif ultraviolent construit comme un épisode de série télévisée, une guerre que se mènent deux chefs de gang à l'époque de la prohibition, avant de se faire arrêter,,.
La production de Drag Rap est caractéristique du style electro de l'époque. Son refrain au xylophone, que les Showboys qualifient de « bones » (l'ossature du morceau), est joué par l'ingénieur du son Brian Perkins à la main, puisque la boîte à rythmes LinnDrum avec laquelle le groupe travaille n'arrive pas à supporter le nombre de données du beat 34 pistes qu'ils ont composé.
Si la chanson n'obtient pas un franc succès dans sa région d'origine (elle se vend à moins de 5 000 exemplaires), elle devient très populaire dans le sud des États-Unis, particulièrement à La Nouvelle-Orléans et à Memphis,,, où elle est distribuée par Select-O-Hits.

## Description
Le Triggerman sample la chanson Drag Rap des Showboys. Plusieurs parties du morceau sont samplées : ses séquences de roulement de batterie au Roland TR-808, son sample du générique de la série Badge 714, ses sons de xylophone, sa scansion du mot « alright » et son interpolation du pont sifflé issu du thème d'une publicité pour le déodorant Old Spice,.
Le nom du Triggerman vient du pseudonyme de l'un des rappeurs des Showboys, Triggerman.

## Histoire

### À Memphis
À Memphis, le premier DJ à ramener le Triggerman dans le sud des États-Unis est DJ Spanish Fly. Ce sample influence considérablement la buck music de Memphis. Il est notamment utilisé par Three 6 Mafia. Dans les années 1990, les danseurs de hip-hop dansent couramment le gangsta walk et le buck-jumping sur le Triggerman,.

### À La Nouvelle-Orléans

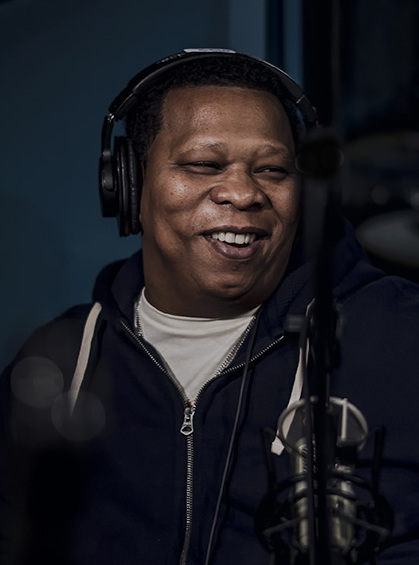
Mannie Fresh en 2017

Le Triggerman est utilisé de manière récurrente dans le rap de La Nouvelle-Orléans, notamment dans la bounce music, et est régulièrement considéré comme la « colonne vertébrale » du rap de La Nouvelle-Orléans,,. Les néo-orléanais dansent le pussy pop (un ancêtre du twerk) sur le Triggerman, ainsi que le twerk,. Le producteur néo-orléanais Mannie Fresh l'utilise dans plus de 30 morceaux. 
Selon le rappeur et DJ néo-orléanais Ice Mike, avant d'apparaître dans la musique enregistrée, le Triggerman aurait été utilisé pour la première fois à La Nouvelle-Orléans par les disc jockeys DJ Lowdown et DJ Irv, et le rappeur T. Tucker aurait été le premier à rapper par-dessus. Lors de son apparition dans les boîtes de nuits néo-orléanaises, les DJ bouclent le refrain au xylophone du Triggerman et scratchent par-dessus, tandis que les fêtards s'emparent du micro pour chanter sur le beat.
Une des premières utilisations enregistrées du Triggerman à La Nouvelle-Orléans est la chanson Where Dey At? d'MC T. Tucker et DJ Irv, sortie en 1991. La chanson récolte un vrai succès local. Le Triggerman est également utilisé sur la chanson Ask Them Hoes du 39 Posse, et un débat existe au sujet duquel de ces deux morceaux l'a utilisé en premier. Durant les années 1990, les producteurs de hip-hop néo-orléanais additionnent au Triggerman une boucle du breakbeat Brown Beats de Cameron Paul, sorti en 1987, ce qui donne le dat beat, régulièrement utilisé dans la bounce music.
Au milieu des années 1990, le Triggerman commence à être moins utilisé, mais continue tout de même à apparaître fréquemment, notamment chez des artistes et des labels de La Nouvelle-Orléans cherchant une audience locale.

### Le Triggerman et les Showboys
Les Showboys n'apprennent la popularité de leur chanson qu'en 1992, six ans après sa sortie, quand un organisateur de concerts les appelle pour venir jouer à Memphis. Après un concert à Memphis, ils entament une tournée dans le sud des États-Unis, à Memphis, La Nouvelle-Orléans et Houston. Malgré cette popularité, ils ne perçoivent que peu d'argent de cette chanson et ne perçoivent aucun droit d'auteur des chansons qui échantillonnent leur morceau. D'après l'Abcdr du son, ils intentent plusieurs procès qui ne leur rapportent pas grand chose.
En mai 2019, les Showboys reçoivent chacun un Pop Music Award pour les samples utilisés par Drake sur ses chansons Nice for What et In My Feelings.
En mars 2021, le duo accuse la société d'édition musicale Protoons de ne pas avoir respecté leur contrat en ne leur reversant pas 50 % des profits de l'exploitation de leur musique, et dépose une plainte réclamant à Protoons 1 000 000 $.
En mai 2021, les droits d'auteur de Drag Rap reviennent intégralement aux Showboys.

## Utilisations notables
Le Triggerman est utilisé notablement dans les morceaux suivants : 
- DJ Spanish Fly - Smokin' Onion (1988)[2],[12]
- MC T. Tucker & DJ Irv - Where Dey At? (1991)[3]
- 39 Posse - Ask Them Hoes (1991)[3]
- D.J. Jimi - Where They At? (1992)[2]
- D.J. Jimi - Bitches (Reply) (1992)[13],[14]
- Black Menace - Going Off (Part II) (1992)[15],[16]
- Everlasting Hitman - Bounce Baby Bounce (1993)[8],[17]
- 2 Blakk - Second Line Jump (1995)[8],[18]
- U.N.L.V. - Drag ‘Em in the River (1996)[8],[19]
- Partners-n-Crime - N.O. Block Party (1997)[8]
- Juvenile - 3rd Ward Solja (1997)[8]
- 504 Boyz - Wobble Wobble (2000)[8]
- Juvenile - Set It Off (2001)[8]
- David Banner - Like a Pimp (2003)[8]
- Hot Boy Ronald - Walk Like Ronald (2005)[6]
- Juvenile - Hard Labor (2009)[15]
- T.I. & Lil Wayne - Ball (2012)[1]
- Travis Porter - Ayy Ladies (2012)[13],[20]
- Drake - Nice for What (2018)[2]
- Drake - In My Feelings (2018)[10]
- Cardi B - Bickenhead (2018)[2]
- Chris Brown & Nicki Minaj - Wobble Up (2019)[10]
- Chris Brown & Young Thug - Go Crazy (2020)[11],[21]

D'après AllHipHop, en 2021, Drag Rap a été échantillonné dans plus de 175 morceaux.

## Dans la culture populaire
Dans la chanson Roll With ‘Em, Mannie Fresh fait référence au Triggerman.
En 1998, dans la chanson Big Ballin', Big Tymers font référence au Triggerman.